# Kenteng (Purwantoro)
Kenteng is een bestuurslaag in het regentschap Wonogiri van de provincie Midden-Java, Indonesië. Kenteng telt 3391 inwoners (volkstelling 2010).